# 始巨鱷科
始巨鱷科（學名：Eotitanosuchidae）是合弓綱巴莫鱷亞目的一科。始巨鱷科過去曾被歸類於獨自的始巨鱷下目（Eotitanosuchia）。